# BricsCAD
BricsCAD es un software de CAD desarrollado por la empresa Bricsys, compatible con AutoCAD, con puntos de venta en más de 70 países y traducida a 18 idiomas. Trabaja de forma nativa con archivos DWG, lo que garantiza poder intercambiar archivos con otros usuarios. Está disponible para Windows, OS X y Linux.
BricsCAD es la herramienta más compatible con más de 300 aplicaciones verticales que existen en el mundo CAD . Gracias a las aplicaciones compatibles con AutoCAD, las API compatibles pueden funcionar bajo BricsCAD sin necesidad de modificar el código.

## Características
- Alta compatibilidad con formatos.
- Soporta todas las versiones desde 2.5 hasta 2013.
- Potente motor de Renderizado
- Cotas Asociativas.
- Entrada dinámica.
- Edición de Referencias.
- Potente explorador de Dibujos.
- Administrador de configuraciones.
- Visual Basic para aplicaciones (VBA) ( solo Windows).
- Fast LISP engine with +450 VLAX functions support.
- Alta compatibilidad con ADS/SDS API.
- Alta compatibilidad COM API.
- Soporta BRX/ARX.
- Modelado 3D directo en modo de Renderizado
- Reconocimiento de objetos
- 2D and 3D constraint solving
- Quad interface
- Nuevo motor de renderizado más potente
- Recorte y personalización de sombreados
- Nuevo motor de PDF
- Ajustes de páginas
- Planos de sección
- Estilos visuales
- Bricscad implementa el lenguaje de scripting Autolisp, VBA y BRX.